# Luigi Torchi (musicologue)
Pour les articles homonymes, voir Torchi (homonymie).
Luigi Torchi (Mordano, 7 novembre 1858 – Bologne, 18 septembre 1920) est un musicologue italien.
Torchi étudie la composition avec Filippo Vanduzzi à l'Accademia Filarmonica di Bologna, au Conservatoire de Naples avec Paolo Serrao puis en France et en Allemagne, où il bénéficie de l'enseignement de Salomon Jadassohn et Carl Reinecke à Leipzig. Il traduit en italien Vom Musikalisch-Schönen (1854) de Eduard Hanslick, publié en 1883 sous le titre Del bello nella musica par Ricordi. Parallèlement, il se consacre également à l'étude de la littérature en Italie, où il revient définitivement en 1884. De 1885 à 1891, il enseigne l'histoire de la musique et est bibliothécaire au Conservatoire Gioachino Rossini (it) de Pesaro, où il compte parmi ses étudiants Virginia Mariani Campolieti, et dans les années suivantes, il a été professeur de composition au Liceo Musicale de Bologne de 1895 à 1914. Parmi ses élèves, on trouve Ottorino Respighi, Alceo Tòni e Francesco Vatielli. De 1894 à 1904, il est rédacteur en chef de la Rivista Musicale Italiana, à laquelle il contribue par diverses études et articles critiques. Il a publié à Turin des traductions d'écrits de Richard Wagner : Opera e dramma (Opéra et Drame, en allemand Oper und Drama) en 1894 et Il giudaismo nella musica (Das Judenthum in der Musik) (dans la Rivista musicale italiana, IV) en 1897.

## Écrits
- La scuola romantica in Germania e i suoi rapporti coll'opera nazionale e colla musica, pp. 83, 91, 101 (1884)
- Riccardo Wagner: studio critico (1890)
- Canzoni ed arie italiane ad una voce nel secolo XVII, pp. 581-656 (1894)
- L'accompagnamento degl'istrumenti nei melodrammi italiani della prima metà del seicento, pp. 7-38 et 666-71 (1894)
- Robert Schumann e le sue “Scene tratte dal Faust di Goethe, pp. 381-419 (1895)
- Critique de l'opéra Guglielmo Ratcliff de Pietro Mascagni in Rivista musicale italiana, II, pp. 287-311 (1895)
- Una giustificazione necessaria, III (1896)
- Critique de l'opéra Tosca de Giacomo Puccini in Rivista musicale italiana, VI, pp. 78-114 (1900)
- La musica istrumentale in Italia nei secoli XVI, XVII e XVIII, vol. IV pp. 581-630 (1897), vol. V pp. 64-84, 281-320, 455-89 (1898), vol. VI pp. 255-88 e 693-726 (1899), vol. VII pp. 233-51 (1900), vol. VIII pp. 1-42 (1901)
- L'opera di Giuseppe Verdi e i suoi caratteri principali, pp. 297-325 (1901)
- L'educazione del musicista italiano, IX, pp. 888-902 (1902)
- I monumenti dell'antica musica francese a Bologna, pp. 451-505 e 575-615 (1906)
- L'arte musicale in Italia: pubblicazione nazionale delle più importanti opere musicali italiane dal secolo XIV al XVII, tratte da codici, antichi manoscritti ed edizioni primitive, scelte, trascritte in notazione moderna, messa in partitura ed annotate (1907)
- “Salome” di Riccardo Strauss, XIV, pp. 113-156 (1907)
- L'acustica, base dell'orchestrazione, XVI, pp. 298-310 (1909)
- L'anello del Nibelungo di Riccardo Wagner  (1913)

## Compositions
Il a composé deux opéras (perdus), une symphonie, une ouverture (1881).